# Fetuna
Fetuna es una comuna asociada de la comuna francesa de Tumaraa que está situada en la subdivisión de Islas de Sotavento, de la colectividad de ultramar de Polinesia Francesa.

## Composición
La comuna asociada de Fetuna comprende una fracción de la isla de Raiatea y los dos motus más próximos a dicha fracción:
| Comuna asociada de Fetuna      |                  |                  |                    |
| Fracción de la isla de Raiatea | Población (2012) | Superficie (km²) | Densidad (hab/km²) |
| Fetuna                         | 413              | -                | -                  |
| Islotes                        | Población (2012) | Superficie (km²) | Densidad (hab/km²) |
| Haaio                          | -                | -                | -                  |
| Naonao                         | -                | -                | -                  |

## Demografía
| Gráfica de evolución demográfica de Fetuna entre 1977 y 2012 |
|                                                              |

Fuente: Insee